# Quốc kỳ Liberia
Quốc kỳ Liberia (tiếng Anh: Flag of Liberia), gồm 11 sọc đỏ và trắng bằng nhau nằm xen kẽ nhau. Ở góc trên bên trái lá cờ có một hình vuông màu xanh dương mang một ngôi sao màu trắng.

## Các lá cờ tương tự

Quốc kỳ Malaysia
Quốc kỳ Hoa Kỳ